# Temporada 2015 del Campeonato Británico de Turismos
La Temporada Dunlop MSA 2015 del Campeonato Británico de Turismos fue la 26° edición de dicho torneo, disputado en las islas británicas.
El campeonato contó de tres extranjeros (Alain Menu de Suiza, Árón Smith de Irlanda del Norte, y Robb Holland de Estados Unidos).

## Campeones
El campeón del torneo de pilotos fue Gordon Shedden (4 victorias y 348 puntos), seguido de Jason Plato (6 victorias y 344 puntos) y Matt Neal (3 victorias y 317 puntos).
El campeonato de fabricantes-constructores fue para Honda-Team Dynamics, mientras que el de pilotos independientes fue para Colin Turkington.

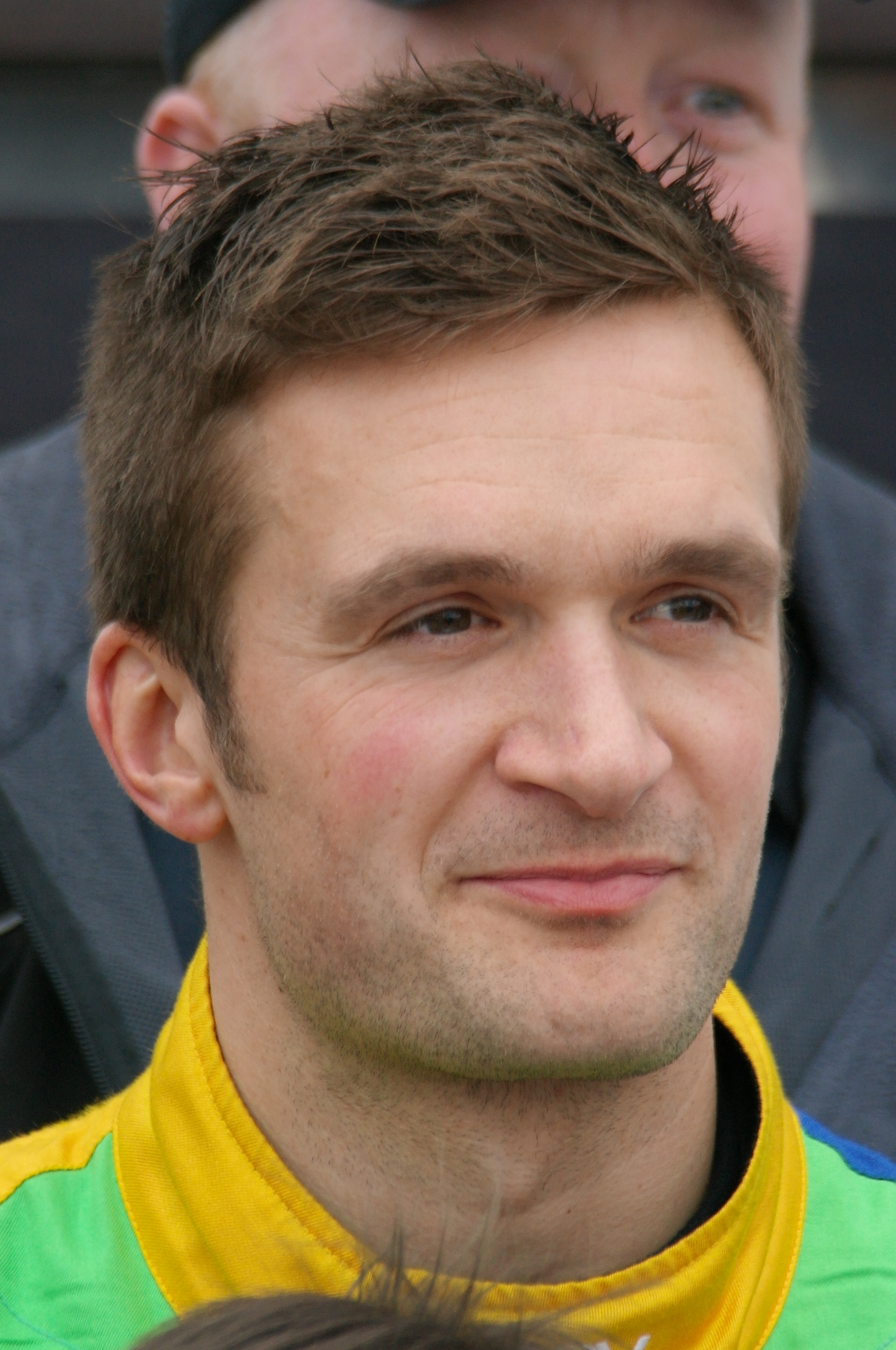
Colin Turkington, campeón defensor del título.

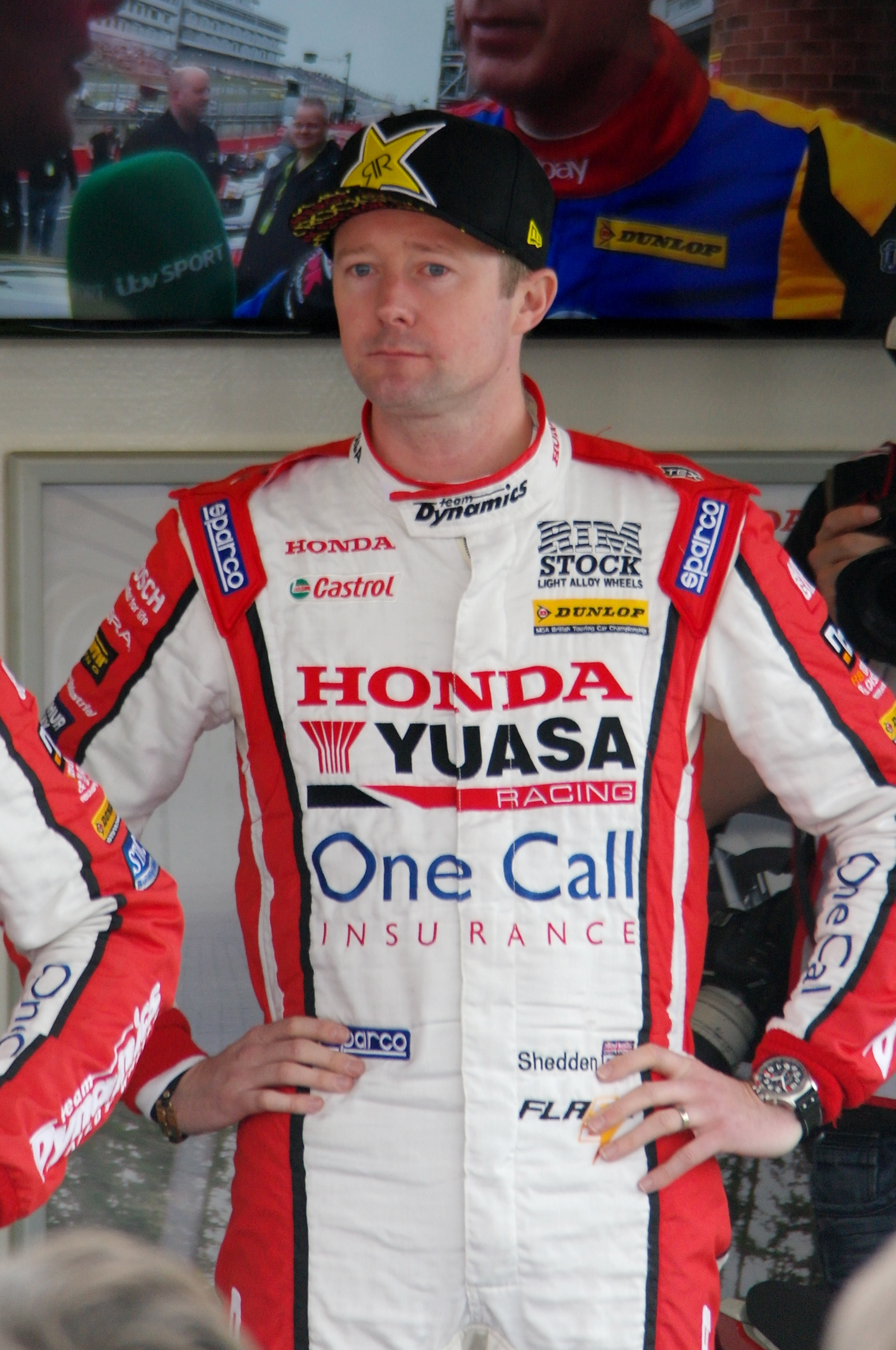
Gordon Shedden, campeón del torneo de pilotos oficiales.

## Equipos y conductores
| Equipo                            | Auto                  | Motor                                                                      | N.º | Corredores       | Rondas disputadas | \| Detalle \| \| -------------------------------------------------------------------------- \| \| Nominados al Trofeo Jack Sears Trophy, por el mejor novato de la temporada \| |
| Constructores oficiales           |                       |                                                                            |     |                  |                   | \| Detalle \| \| -------------------------------------------------------------------------- \| \| Nominados al Trofeo Jack Sears Trophy, por el mejor novato de la temporada \| |
| Team JCT600 with GardX            | BMW 125i M Sport      | BMW/Neil Brown                                                             | 6   | Rob Collard      | Todas             | \| Detalle \| \| -------------------------------------------------------------------------- \| \| Nominados al Trofeo Jack Sears Trophy, por el mejor novato de la temporada \| |
| Team JCT600 with GardX            | BMW 125i M Sport      | BMW/Neil Brown                                                             | 7   | Sam Tordoff      | Todas             | \| Detalle \| \| -------------------------------------------------------------------------- \| \| Nominados al Trofeo Jack Sears Trophy, por el mejor novato de la temporada \| |
| Team IHG Rewards Club             | BMW 125i M Sport      | BMW/Neil Brown                                                             | 8   | Nick Foster      | 8                 | \| Detalle \| \| -------------------------------------------------------------------------- \| \| Nominados al Trofeo Jack Sears Trophy, por el mejor novato de la temporada \| |
| Team IHG Rewards Club             | BMW 125i M Sport      | BMW/Neil Brown                                                             | 111 | Andy Priaulx     | 1–7, 9–10         | \| Detalle \| \| -------------------------------------------------------------------------- \| \| Nominados al Trofeo Jack Sears Trophy, por el mejor novato de la temporada \| |
| Infiniti Support Our Paras Racing | Infiniti Q50          | TOCA/Swindon                                                               | 22  | Derek Palmer Jr. | 1–3               | \| Detalle \| \| -------------------------------------------------------------------------- \| \| Nominados al Trofeo Jack Sears Trophy, por el mejor novato de la temporada \| |
| Infiniti Support Our Paras Racing | Infiniti Q50          | TOCA/Swindon                                                               | 84  | Richard Hawken   | 2                 | \| Detalle \| \| -------------------------------------------------------------------------- \| \| Nominados al Trofeo Jack Sears Trophy, por el mejor novato de la temporada \| |
| Infiniti Support Our Paras Racing | Infiniti Q50          | TOCA/Swindon                                                               | 85  | Martin Donnelly  | 3                 | \| Detalle \| \| -------------------------------------------------------------------------- \| \| Nominados al Trofeo Jack Sears Trophy, por el mejor novato de la temporada \| |
| Honda Yuasa Racing                | Honda Civic Type R    | Honda/Neil Brown                                                           | 25  | Matt Neal        | Todas             | \| Detalle \| \| -------------------------------------------------------------------------- \| \| Nominados al Trofeo Jack Sears Trophy, por el mejor novato de la temporada \| |
| Honda Yuasa Racing                | Honda Civic Type R    | Honda/Neil Brown                                                           | 52  | Gordon Shedden   | Todas             | \| Detalle \| \| -------------------------------------------------------------------------- \| \| Nominados al Trofeo Jack Sears Trophy, por el mejor novato de la temporada \| |
| MG Triple Eight Racing            | MG6 GT                | TOCA/Swindon                                                               | 31  | Jack Goff        | Todas             | \| Detalle \| \| -------------------------------------------------------------------------- \| \| Nominados al Trofeo Jack Sears Trophy, por el mejor novato de la temporada \| |
| MG Triple Eight Racing            | MG6 GT                | TOCA/Swindon                                                               | 77  | Andrew Jordan    | Todas             | \| Detalle \| \| -------------------------------------------------------------------------- \| \| Nominados al Trofeo Jack Sears Trophy, por el mejor novato de la temporada \| |
| Independientes                    |                       |                                                                            |     |                  |                   | \| Detalle \| \| -------------------------------------------------------------------------- \| \| Nominados al Trofeo Jack Sears Trophy, por el mejor novato de la temporada \| |
| Team BMR Team BMR RCIB Insurance  | Volkswagen CC         | TOCA/Swindon                                                               | 1   | Colin Turkington | Todas             | \| Detalle \| \| -------------------------------------------------------------------------- \| \| Nominados al Trofeo Jack Sears Trophy, por el mejor novato de la temporada \| |
| Team BMR Team BMR RCIB Insurance  | Volkswagen CC         | TOCA/Swindon                                                               | 9   | Alain Menu       | 10                | \| Detalle \| \| -------------------------------------------------------------------------- \| \| Nominados al Trofeo Jack Sears Trophy, por el mejor novato de la temporada \| |
| Team BMR Team BMR RCIB Insurance  | Volkswagen CC         | TOCA/Swindon                                                               | 39  | Warren Scott     | 1–9               | \| Detalle \| \| -------------------------------------------------------------------------- \| \| Nominados al Trofeo Jack Sears Trophy, por el mejor novato de la temporada \| |
| Team BMR Team BMR RCIB Insurance  | Volkswagen CC         | TOCA/Swindon                                                               | 40  | Árón Smith       | Todas             | \| Detalle \| \| -------------------------------------------------------------------------- \| \| Nominados al Trofeo Jack Sears Trophy, por el mejor novato de la temporada \| |
| Team BMR Team BMR RCIB Insurance  | Volkswagen CC         | TOCA/Swindon                                                               | 99  | Jason Plato      | Todas             | \| Detalle \| \| -------------------------------------------------------------------------- \| \| Nominados al Trofeo Jack Sears Trophy, por el mejor novato de la temporada \| |
| Motorbase Performance             | Ford Focus ST         | Ford/Mountune                                                              | 4   | Mat Jackson      | 6–10              | \| Detalle \| \| -------------------------------------------------------------------------- \| \| Nominados al Trofeo Jack Sears Trophy, por el mejor novato de la temporada \| |
| Motorbase Performance             | Ford Focus ST         | Ford/Mountune                                                              | 44  | James Cole       | 6–10              | \| Detalle \| \| -------------------------------------------------------------------------- \| \| Nominados al Trofeo Jack Sears Trophy, por el mejor novato de la temporada \| |
| Handy Motorsport                  | Toyota Avensis        | TOCA/Swindon                                                               | 11  | Simon Belcher    | 1–5, 9–10         | \| Detalle \| \| -------------------------------------------------------------------------- \| \| Nominados al Trofeo Jack Sears Trophy, por el mejor novato de la temporada \| |
| Handy Motorsport                  | Toyota Avensis        | TOCA/Swindon                                                               | 67  | Robb Holland     | 6–8               | \| Detalle \| \| -------------------------------------------------------------------------- \| \| Nominados al Trofeo Jack Sears Trophy, por el mejor novato de la temporada \| |
| Speedworks Motorsport             | Toyota Avensis        | TOCA/Swindon                                                               | 80  | Tom Ingram       | Todas             | \| Detalle \| \| -------------------------------------------------------------------------- \| \| Nominados al Trofeo Jack Sears Trophy, por el mejor novato de la temporada \| |
| Welch Motorsport                  | Proton Persona        | Proton/Welch                                                               | 12  | Andy Wilmot      | 1–5               | \| Detalle \| \| -------------------------------------------------------------------------- \| \| Nominados al Trofeo Jack Sears Trophy, por el mejor novato de la temporada \| |
| Welch Motorsport                  | Proton Persona        | Proton/Welch                                                               | 13  | Daniel Welch     | 2–5, 7–10         | \| Detalle \| \| -------------------------------------------------------------------------- \| \| Nominados al Trofeo Jack Sears Trophy, por el mejor novato de la temporada \| |
| Dextra Racing                     | Ford Focus ST         | Ford/Mountune                                                              | 14  | Alex Martin      | 1–2, 4–5, 7–10    | \| Detalle \| \| -------------------------------------------------------------------------- \| \| Nominados al Trofeo Jack Sears Trophy, por el mejor novato de la temporada \| |
| Dextra Racing                     | Ford Focus ST         | Ford/Mountune                                                              | 114 | Barry Horne      | 6                 | \| Detalle \| \| -------------------------------------------------------------------------- \| \| Nominados al Trofeo Jack Sears Trophy, por el mejor novato de la temporada \| |
| Laser Tools Racing                | Mercedes-Benz A-Class | TOCA/Swindon                                                               | 16  | Aiden Moffat     | Todas             | \| Detalle \| \| -------------------------------------------------------------------------- \| \| Nominados al Trofeo Jack Sears Trophy, por el mejor novato de la temporada \| |
| WIX Racing                        | Mercedes-Benz A-Class | TOCA/Swindon                                                               | 33  | Adam Morgan      | Todas             | \| Detalle \| \| -------------------------------------------------------------------------- \| \| Nominados al Trofeo Jack Sears Trophy, por el mejor novato de la temporada \| |
| Power Maxed Racing                | Chevrolet Cruze 4dr   | TOCA/Swindon                                                               | 17  | Dave Newsham     | Todas             | \| Detalle \| \| -------------------------------------------------------------------------- \| \| Nominados al Trofeo Jack Sears Trophy, por el mejor novato de la temporada \| |
| Power Maxed Racing                | Chevrolet Cruze 4dr   | TOCA/Swindon                                                               | 66  | Josh Cook        | Todas             | \| Detalle \| \| -------------------------------------------------------------------------- \| \| Nominados al Trofeo Jack Sears Trophy, por el mejor novato de la temporada \| |
| AmD Tuning                        | Ford Focus ST         | Ford/Mountune                                                              | 21  | Mike Bushell     | Todas             | \| Detalle \| \| -------------------------------------------------------------------------- \| \| Nominados al Trofeo Jack Sears Trophy, por el mejor novato de la temporada \| |
| AmD Tuning                        | Audi S3 Saloon        | TOCA/Swindon                                                               | 28  | Nicolas Hamilton | 5–6, 8–9          | \| Detalle \| \| -------------------------------------------------------------------------- \| \| Nominados al Trofeo Jack Sears Trophy, por el mejor novato de la temporada \| |
| AmD Tuning                        | Audi S3 Saloon        | TOCA/Swindon                                                               | 29  | Jake Hill        | 10                | \| Detalle \| \| -------------------------------------------------------------------------- \| \| Nominados al Trofeo Jack Sears Trophy, por el mejor novato de la temporada \| |
| Support Our Paras Racing          | Infiniti Q50          | TOCA/Swindon                                                               | 22  | Derek Palmer Jr. | 4–10              | \| Detalle \| \| -------------------------------------------------------------------------- \| \| Nominados al Trofeo Jack Sears Trophy, por el mejor novato de la temporada \| |
| Support Our Paras Racing          | Infiniti Q50          | TOCA/Swindon                                                               | 71  | Max Coates       | 5                 | \| Detalle \| \| -------------------------------------------------------------------------- \| \| Nominados al Trofeo Jack Sears Trophy, por el mejor novato de la temporada \| |
| RCIB Insurance Racing             | Toyota Avensis        | Toyota/Xctechr                                                             | 23  | Kieran Gallagher | Todas             | \| Detalle \| \| -------------------------------------------------------------------------- \| \| Nominados al Trofeo Jack Sears Trophy, por el mejor novato de la temporada \| |
| RCIB Insurance Racing             | Toyota Avensis        | Detalle                                                                    | 23  | Kieran Gallagher |                   | |
| RCIB Insurance Racing             | Toyota Avensis        | Nominados al Trofeo Jack Sears Trophy, por el mejor novato de la temporada |     |                  |                   | |

### Cambios de equipo
- Sam Tordoff, se trasladó de Triple Eight al West Surrey Racing.[45]
- Andrew Jordan, se trasladó de Triple Eight al Eurotech Racing.[46]
- Colin Turkington y Jason Plato, ambos se trasladaron al Team BMR desde el West Surrey Racing y el Triple Eight, respectivamente.[47]
- Dave Newsham, se trasladó de AmD Tuning de al Power Maxed Racing.[48]
- Jack Goff, se trasladó del Team BMR a Triple Eight Racing.[49]
- James Cole, desde el United Autosports al Motorbase Performance.[50]

## Calendario
| Ronda | Ronda | Circuito                        | Fecha            |
| ----- | ----- | ------------------------------- | ---------------- |
| 1     | C1    | Brands Hatch                    | 5 de abril       |
| 1     | C2    | Brands Hatch                    | 5 de abril       |
| 1     | C3    | Brands Hatch                    | 5 de abril       |
| 2     | C4    | Donington Park                  | 19 de abril      |
| 2     | C5    | Donington Park                  | 19 de abril      |
| 2     | C6    | Donington Park                  | 19 de abril      |
| 3     | C7    | Thruxton Curcuit                | 10 de mayo       |
| 3     | C8    | Thruxton Curcuit                | 10 de mayo       |
| 3     | C9    | Thruxton Curcuit                | 10 de mayo       |
| 4     | C10   | Oulton Park                     | 7 de junio       |
| 4     | C11   | Oulton Park                     | 7 de junio       |
| 4     | C12   | Oulton Park                     | 7 de junio       |
| 5     | C13   | Crof Circuit                    | 28 de junio      |
| 5     | C14   | Crof Circuit                    | 28 de junio      |
| 5     | C15   | Crof Circuit                    | 28 de junio      |
| 6     | C16   | Snetterton Motor Racing Circuit | 9 de agosto      |
| 6     | C17   | Snetterton Motor Racing Circuit | 9 de agosto      |
| 6     | C18   | Snetterton Motor Racing Circuit | 9 de agosto      |
| 7     | C19   | Knockhil Racing Circuit         | 23 de agosto     |
| 7     | C20   | Knockhil Racing Circuit         | 23 de agosto     |
| 7     | C21   | Knockhil Racing Circuit         | 23 de agosto     |
| 8     | C22   | Rockingham Motor Speedway       | 6 de septiembre  |
| 8     | C23   | Rockingham Motor Speedway       | 6 de septiembre  |
| 8     | C24   | Rockingham Motor Speedway       | 6 de septiembre  |
| 9     | C25   | Silverstone Circuit             | 27 de septiembre |
| 9     | C26   | Silverstone Circuit             | 27 de septiembre |
| 9     | C27   | Silverstone Circuit             | 27 de septiembre |
| 10    | C28   | Brands Hatch                    | 11 de octubre    |
| 10    | C29   | Brands Hatch                    | 11 de octubre    |
| 10    | C30   | Brands Hatch                    | 11 de octubre    |

- [51]

## Resumen de resultados
| Ronda | Ronda | Circuito                        | Pole position    | Vuelta rápida    | Piloto ganador   | Equipo ganador          | Piloto independiente ganador | Ganador JST      |
| ----- | ----- | ------------------------------- | ---------------- | ---------------- | ---------------- | ----------------------- | ---------------------------- | ---------------- |
| 1     | C1    | Brands Hatch                    | Andy Priaulx     | Jason Plato      | Rob Collard      | Team JCT600 with GardX  | Árón Smith                   | Josh Cook        |
| 1     | C2    | Brands Hatch                    |                  | Jason Plato      | Gordon Shedden   | Honda Yuasa Racing      | Colin Turkington             | Josh Cook        |
| 1     | C3    | Brands Hatch                    |                  | Gordon Shedden   | Matt Neal        | Honda Yuasa Racing      | Árón Smith                   | Mike Bushell     |
| 2     | C4    | Donington Park                  | Colin Turkington | Gordon Shedden   | Jason Plato      | Team BMR                | Jason Plato                  | Josh Cook        |
| 2     | C5    | Donington Park                  |                  | Colin Turkington | Colin Turkington | Team BMR                | Colin Turkington             | Josh Cook        |
| 2     | C6    | Donington Park                  |                  | Aiden Moffat     | Matt Neal        | Honda Yuasa Racing      | Aiden Moffat                 | Josh Cook        |
| 3     | C7    | Thruxton Circuit                | Árón Smith       | Jason Plato      | Gordon Shedden   | Honda Yuasa Racing      | Adam Morgan                  | Josh Cook        |
| 3     | C8    | Thruxton Circuit                |                  | Matt Neal        | Jason Plato      | Team BMR                | Jason Plato                  | Kieran Gallagher |
| 3     | C9    | Thruxton Circuit                |                  | Adam Morgan      | Adam Morgan      | WIX Racing              | Adam Morgan                  | Josh Cook        |
| 4     | C10   | Oulton Park                     | Jason Plato      | Jason Plato      | Jason Plato      | Team BMR                | Jason Plato                  | Josh Cook        |
| 4     | C11   | Oulton Park                     |                  | Sam Tordoff      | Jason Plato      | Team BMR                | Jason Plato                  | Alex Martin      |
| 4     | C12   | Oulton Park                     |                  | Andy Priaulx     | Sam Tordoff      | Team JCT600 with GardX  | Jason Plato                  | Josh Cook        |
| 5     | C13   | Croft Circuit                   | Sam Tordoff      | Sam Tordoff      | Andy Priaulx     | Team IHG Rewards Club   | Colin Turkington             | Josh Cook        |
| 5     | C14   | Croft Circuit                   |                  | Gordon Shedden   | Sam Tordoff      | Team JCT600 with GardX  | Jason Plato                  | Alex Martin      |
| 5     | C15   | Croft Circuit                   |                  | Matt Neal        | Rob Collard      | Team JCT600 with GardX  | Colin Turkington             | Josh Cook        |
| 6     | C16   | Snetterton Motor Racing Circuit | Colin Turkington | Colin Turkington | Colin Turkington | Team BMR                | Colin Turkington             | Josh Cook        |
| 6     | C17   | Snetterton Motor Racing Circuit |                  | Andy Priaulx     | Colin Turkington | Team BMR                | Colin Turkington             | Mike Bushell     |
| 6     | C18   | Snetterton Motor Racing Circuit |                  | Gordon Shedden   | Jack Goff        | MG Triple Eight Racing  | Jason Plato                  | Josh Cook        |
| 7     | C19   | Knockhill Racing Circuit        | Andy Priaulx     | Mat Jackson      | Rob Collard      | Team JCT600 with GardX  | Mat Jackson                  | Mike Bushell     |
| 7     | C20   | Knockhill Racing Circuit        |                  | Sam Tordoff      | Gordon Shedden   | Honda Yuasa Racing      | Mat Jackson                  | Josh Cook        |
| 7     | C21   | Knockhill Racing Circuit        |                  | Sam Tordoff      | Matt Neal        | Honda Yuasa Racing      | Adam Morgan                  | Josh Cook        |
| 8     | C22   | Rockingham Motor Speedway       | Mat Jackson      | Gordon Shedden   | Mat Jackson      | Motorbase Performance   | Mat Jackson                  | Josh Cook        |
| 8     | C23   | Rockingham Motor Speedway       |                  | Gordon Shedden   | Gordon Shedden   | Honda Yuasa Racing      | Mat Jackson                  | Josh Cook        |
| 8     | C24   | Rockingham Motor Speedway       |                  | Jason Plato      | Jason Plato      | Team BMR RCIB Insurance | Jason Plato                  | Josh Cook        |
| 9     | C25   | Silverstone Circuit             | Mat Jackson      | Mat Jackson      | Mat Jackson      | Motorbase Performance   | Mat Jackson                  | Josh Cook        |
| 9     | C26   | Silverstone Circuit             |                  | Adam Morgan      | Andy Priaulx     | Team IHG Rewards Club   | Árón Smith                   | Josh Cook        |
| 9     | C27   | Silverstone Circuit             |                  | Mat Jackson      | Colin Turkington | Team BMR RCIB Insurance | Colin Turkington             | Mike Bushell     |
| 10    | C28   | Brands Hatch                    | Mat Jackson      | Mat Jackson      | Mat Jackson      | Motorbase Performance   | Mat Jackson                  | Josh Cook        |
| 10    | C29   | Brands Hatch                    |                  | Adam Morgan      | Mat Jackson      | Motorbase Performance   | Mat Jackson                  | Josh Cook        |
| 10    | C30   | Brands Hatch                    |                  | Sam Tordoff      | Jason Plato      | Team BMR RCIB Insurance | Jason Plato                  | Mike Bushell     |

- [2]

## Campeonato

### Puntuación
| Sistema de Puntos | Sistema de Puntos | Sistema de Puntos | Sistema de Puntos | Sistema de Puntos | Sistema de Puntos | Sistema de Puntos | Sistema de Puntos | Sistema de Puntos | Sistema de Puntos | Sistema de Puntos | Sistema de Puntos | Sistema de Puntos | Sistema de Puntos | Sistema de Puntos | Sistema de Puntos | Sistema de Puntos | Sistema de Puntos |
| ----------------- | ----------------- | ----------------- | ----------------- | ----------------- | ----------------- | ----------------- | ----------------- | ----------------- | ----------------- | ----------------- | ----------------- | ----------------- | ----------------- | ----------------- | ----------------- | ----------------- | ----------------- |
| 1°                | 2°                | 3°                | 4°                | 5°                | 6°                | 7°                | 8°                | 9°                | 10°               | 11°               | 12°               | 13°               | 14°               | 15°               | PP                | VR                | VL                |
| 20                | 17                | 15                | 13                | 11                | 10                | 9                 | 8                 | 7                 | 6                 | 5                 | 4                 | 3                 | 2                 | 1                 | 1                 | 1                 | 1                 |

- [52]

| Pos.                                   | Piloto           | BHI | BHI  | BHI | DON | DON | DON | THR | THR | THR | OUL | OUL | OUL | CRO | CRO | CRO | SNE | SNE | SNE | KNO | KNO | KNO | ROC | ROC | ROC | SIL | SIL | SIL | BHGP | BHGP | BHGP | Pts |
| -------------------------------------- | ---------------- | --- | ---- | --- | --- | --- | --- | --- | --- | --- | --- | --- | --- | --- | --- | --- | --- | --- | --- | --- | --- | --- | --- | --- | --- | --- | --- | --- | ---- | ---- | ---- | --- |
| 1                                      | Gordon Shedden   | 6   | 1*   | NC  | 2   | 14  | 3   | 1*  | 3   | 5   | 6   | 2   | 4   | 4   | 5   | 3*  | 14  | Ret | 24  | 5   | 1*  | 8   | 2   | 1*  | 8   | 3   | 4   | 5   | 6    | 19   | 4    | 348 |
| 2                                      | Jason Plato      | 3   | Ret* | 16  | 1*  | 5   | 8   | 4   | 1*  | 7   | 1*  | 1*  | 5   | 27  | 2   | 5   | 3   | 4   | 2   | 23  | 7   | 6   | 27  | 7   | 1*  | 25  | 7   | 4   | 5    | 6    | 1*   | 344 |
| 3                                      | Matt Neal        | 8   | 8    | 1*  | 17  | 2   | 1*  | 2   | Ret | 6   | 2   | 4   | 3*  | 5   | 11  | 9   | 6   | Ret | 11  | 6   | 8   | 1*  | 8   | 5   | 4   | 8   | 5   | 6   | 7    | 7    | 5    | 317 |
| 4                                      | Colin Turkington | 5   | 3    | 12  | 3   | 1*  | 11  | 7   | 5   | 4   | 25  | 8   | 6   | 7   | 3   | 4   | 1*  | 1*  | 7   | 10  | Ret | 15  | 7   | 8   | 3   | 5   | 8   | 1*  | 4    | Ret  | 12   | 310 |
| 5                                      | Andrew Jordan    | 7   | 5    | 19  | 4   | 4   | 2   | 6   | 7   | 2   | 4   | 3   | 2   | 6   | 14  | Ret | 4   | 7   | 5   | 8   | 4   | 7   | 6   | 12  | 9   | 2   | 19  | 12  | 19   | 11   | 8    | 274 |
| 6                                      | Sam Tordoff      | 15  | 7    | 4   | 5   | 9   | Ret | 11  | 6   | 3   | 9   | 5   | 1*  | 2*  | 1*  | 6   | 11  | 5   | 4   | 4   | NC  | Ret | 10  | 14  | 5   | 10  | 6   | 3   | 11   | 13   | 11   | 270 |
| 7                                      | Adam Morgan      | 11  | 4    | 7   | 9   | 3   | 12  | 3   | 8   | 1*  | 11  | 6   | 17* | 9   | 9   | 23  | 7   | 2   | 13  | 9   | 10  | 2*  | 9   | 4   | 18  | 12  | 11  | 8   | 3    | 3    | 6    | 267 |
| 8                                      | Andy Priaulx     | 9*  | 2    | 8   | 12  | 10  | NC  | 5   | NC  | 13  | 3   | 15  | Ret | 1*  | 4   | 2   | 5   | 3   | 3   | 3   | 5   | 4   |     |     |     | 23  | 1*  | 21  | 8    | 9    | 10   | 247 |
| 9                                      | Jack Goff        | 4   | 9    | 2   | 7   | 8   | Ret | 8   | 4   | 11  | 7   | 9   | 8   | 10  | 10  | 8   | 9   | 6   | 1*  | 11  | 14  | 12  | 4   | 9   | 19  | 27  | 2   | NC  | 20   | 5    | 3    | 233 |
| 10                                     | Rob Collard      | 1*  | 16   | Ret | 8   | 6   | 4*  | 13  | 2*  | 14  | 13  | Ret | 14  | 3   | 6   | 1*  | Ret | NC  | 10  | 1*  | 2   | Ret | 18  | 28  | DNS | 7   | 9   | 2*  | 10   | 10   | 7    | 226 |
| 11                                     | Árón Smith       | 2   | 12   | 3   | DNS | 12  | 6   | 21  | 11  | 8   | 5   | 7   | 7   | 11  | 16  | 12  | 2   | Ret | 12  | 25  | DNS | 17  | 3   | 11  | 6   | 6   | 3   | 24  | 2    | 8    | 9    | 209 |
| 12                                     | Mat Jackson      |     |      |     |     |     |     |     |     |     |     |     |     |     |     |     | 12  | 8   | 6   | 2*  | 3*  | 9   | 1*  | 2   | 14  | 1*  | 24* | 7   | 1*   | 1*   | 2    | 200 |
| 13                                     | Tom Ingram       | 10  | 6    | 6   | 16  | 13  | 10  | 10  | Ret | 10  | 8   | 11  | 9   | 8   | 8   | 7   | 10  | Ret | 9   | Ret | 13  | 16  | 5   | 10  | 2*  | 9   | 13  | 11  | 25   | 2    | Ret  | 173 |
| 14                                     | Rob Austin       | 14  | 10   | 5*  | 10  | 18  | Ret | 14  | 9   | 17  | 15  | 13  | Ret | 13  | 7   | Ret | 25  | 9   | 8   | 7   | 6   | 5   | 19  | 6   | 7   | 11  | NC  | 17  | 18   | Ret  | Ret  | 120 |
| 15                                     | Josh Cook        | 13  | 14   | Ret | 13  | 7   | 7*  | 9   | 18  | 9   | 12  | 26  | 13  | 12  | Ret | 15  | 15  | 17  | 16  | 16  | 15  | 13  | 13  | 3   | 10  | 14  | 12  | 16  | 9    | 16   | 15   | 97  |
| 16                                     | Dave Newsham     | 17  | 15   | 9   | 6   | 11  | Ret | Ret | 12  | 12  | 10  | DNS | 18  | 15  | 13  | 11  | 8   | Ret | 14  | 18  | 12  | 11  | 12  | Ret | Ret | 4   | Ret | DNS | 26   | 4    | Ret  | 95  |
| 17                                     | Aiden Moffat     | 12  | 13   | Ret | 18  | 16  | 5   | 15  | 10  | 16  | 17  | 12  | 11  | 17  | 18  | 13  | DNS | DNS | DNS | 22  | 9   | 3   | Ret | 13  | Ret | 20  | 14  | 10  | 14   | 24   | 13   | 76  |
| 18                                     | Martin Depper    | 16  | Ret  | 13  | 15  | 19  | 9   | 12  | 13  | 15  | 14  | 14  | DNS | 14  | Ret | 17  | 17  | Ret | 15  | 14  | 11  | 10  | 14  | 18  | 11  | 13  | 15  | 14  | 15   | Ret  | 19   | 53  |
| 19                                     | James Cole       |     |      |     |     |     |     |     |     |     |     |     |     |     |     |     | 21  | 11  | Ret | 17  | 17  | 20  | 11  | 17  | 15  | 17  | 10  | 9   | 12   | 12   | 18   | 32  |
| 20                                     | Jeff Smith       | 19  | 23   | 14  | 14  | 15  | 13  | 17  | 20  | Ret | 19  | 10  | 10  | 26  | 24  | 14  | 26  | 18  | 18  | 12  | Ret | 14  | 25  | 15  | Ret | 16  | 16  | Ret | 24   | 14   | 16   | 31  |
| 21                                     | Hunter Abbott    | 18  | 11   | 10  | 19  | 17  | 14  | 16  | 14  | 21  | 18  | 23  | 16  | 16  | 12  | 16  | 18  | 12  | 17  | DNS | DNS | DNS | 23  | 23  | Ret | 24  | 26  | Ret | 16   | 21   | 17   | 23  |
| 22                                     | Warren Scott     | 22  | Ret  | Ret | 11  | Ret | 15  | 18  | NC  | Ret | 16  | 16  | 12  | 18  | 15  | 10  | 13  | Ret | 19  | 13  | 19  | Ret | Ret | 20  | Ret | DNS | DNS | DNS |      |      |      | 23  |
| 23                                     | Mike Bushell     | 21  | 17   | 11  | Ret | NC  | Ret | DNS | DNS | DNS | 24  | 22  | Ret | Ret | 19  | DNS | 16  | 10  | 20  | 15  | Ret | 18  | 15  | 21  | Ret | 15  | 17  | 13  | 13   | 17   | 14   | 22  |
| 24                                     | Nick Foster      |     |      |     |     |     |     |     |     |     |     |     |     |     |     |     |     |     |     |     |     |     | 16  | 16  | 12  |     |     |     |      |      |      | 4   |
| 25                                     | Alex Martin      | 23  | 18   | Ret | 20  | 23  | 19  |     |     |     | 21  | 18  | NC  | 19  | 17  | 25  |     |     |     | 20  | 20  | 21  | 24  | 26  | 13  | 19  | 21  | 18  | Ret  | NC   | 22   | 3   |
| 26                                     | Barry Horne      |     |      |     |     |     |     |     |     |     |     |     |     |     |     |     | 20  | 13  | Ret |     |     |     |     |     |     |     |     |     |      |      |      | 3   |
| 27                                     | Robb Holland     |     |      |     |     |     |     |     |     |     |     |     |     |     |     |     | 19  | 14  | Ret | 19  | 16  | 19  | 17  | 22  | Ret |     |     |     |      |      |      | 2   |
| 28                                     | Simon Belcher    | 20  | 19   | 15  | Ret | 21  | 16  | DNS | DNS | DNS | 23  | 21  | 21  | 20  | 21  | 18  |     |     |     |     |     |     |     |     |     | 26  | 22  | 19  | 23   | 23   | 24   | 1   |
| 29                                     | Daniel Welch     |     |      |     | Ret | Ret | DNS | DNS | DNS | DNS | 20  | 17  | 15  | 23  | 20  | 21  |     |     |     | 21  | 18  | 22  | 21  | 19  | Ret | 18  | 18  | Ret | Ret  | Ret  | DNS  | 1   |
| 30                                     | Kieran Gallagher | 24  | 22   | 20  | 21  | 20  | 18  | 24  | 15  | 18  | DNS | 25  | 22  | DNS | DNS | DNS | 23  | Ret | Ret | Ret | DNS | DNS | Ret | DNS | Ret |     |     |     |      |      |      | 1   |
| 31                                     | Derek Palmer Jr. | Ret | 20   | 18  | 22  | DNS | DNS | 23  | 17  | 19  | 22  | 20  | 19  | 22  | 23  | 19  | 22  | 15  | 23  | Ret | 21  | Ret | 26  | 25  | Ret | 21  | 23  | 23  | 21   | Ret  | 23   | 1   |
| 32                                     | Tony Gilham      |     |      |     |     |     |     |     |     |     |     |     |     |     |     |     |     |     |     |     |     |     |     |     |     | Ret | 20  | 15  | 22   | 20   | 20   | 1   |
| 33                                     | Alain Menu       |     |      |     |     |     |     |     |     |     |     |     |     |     |     |     |     |     |     |     |     |     |     |     |     |     |     |     | Ret  | 15   | 21   | 1   |
| 34                                     | Stewart Lines    | 25  | 21   | 17  | 24  | 22  | 17  | 19  | 16  | Ret | Ret | 19  | 20  | 24  | 26  | 24  | 24  | Ret | 21  | 24  | Ret | 23  | 22  | 27  | 16  | 22  | 27  | 20  | Ret  | 22   | Ret  | 0   |
| 35                                     | Jake Hill        |     |      |     |     |     |     |     |     |     |     |     |     |     |     |     |     |     |     |     |     |     |     |     |     |     |     |     | 17   | 18   | Ret  | 0   |
| 36                                     | Martin Donnelly  |     |      |     |     |     |     | 20  | 19  | Ret |     |     |     |     |     |     |     |     |     |     |     |     |     |     |     |     |     |     |      |      |      | 0   |
| 37                                     | Andy Wilmot      | DNS | DNS  | DNS | Ret | DNS | DNS | 22  | 21  | 20  | 26  | 24  | Ret | Ret | 22  | Ret |     |     |     |     |     |     |     |     |     |     |     |     |      |      |      | 0   |
| 38                                     | Richard Hawken   |     |      |     | 23  | 24  | 20  |     |     |     |     |     |     |     |     |     |     |     |     |     |     |     |     |     |     |     |     |     |      |      |      | 0   |
| 39                                     | Max Coates       |     |      |     |     |     |     |     |     |     |     |     |     | 21  | 27  | 20  |     |     |     |     |     |     |     |     |     |     |     |     |      |      |      | 0   |
| Pilotos invitados con derecho a puntos |                  |     |      |     |     |     |     |     |     |     |     |     |     |     |     |     |     |     |     |     |     |     |     |     |     |     |     |     |      |      |      |     |
| -                                      | Nicolas Hamilton |     |      |     |     |     |     |     |     |     |     |     |     | 25  | 25  | 22  | Ret | 16  | 22  |     |     |     | 20  | 24  | 17  | Ret | 25  | 22  |      |      |      | *   |
| Pos                                    | Driver           | BHI | BHI  | BHI | DON | DON | DON | THR | THR | THR | OUL | OUL | OUL | CRO | CRO | CRO | SNE | SNE | SNE | KNO | KNO | KNO | ROC | ROC | ROC | SIL | SIL | SIL | BHGP | BHGP | BHGP | Pts |

- [2]